# Brooke Township (Iowa)
Brooke Township est un township, du comté de Buena Vista en Iowa, aux États-Unis,.